# Шафак, Сара
Сара Ясмина Шафак (фин. Sara Yasmina Chafak араб. سارا شفق‎; род. 25 октября 1990, Хельсинки) — финская фотомодель, победительница конкурса «Мисс Финляндия — 2012». Иногда в русскоязычных средствах массовой информации встречается иное написание её фамилии — Чафак.

## Биография
Родилась 25 октября 1990 года в Хельсинки. Её отец — выходец из Марокко, после развода вступил в новый брак в Финляндии. Мать — коренная финка. У Сары есть трое братьев и сестра. Сара владеет пятью языками, в том числе арабским.
Училась в Эстонской бизнес-школе (обучение проходило на английском языке) по специальности «международный маркетинг» (данные 2012 года).
29 января 2012 года стала победительницей национального конкурса «Мисс Финляндия». Представляла Финляндию на конкурсе «Мисс Вселенная 2012» (США, Лас-Вегас, 12 декабря 2012), однако не попала в число первых шестнадцати (при 89 участницах).
Осенью 2013 года участвовала в телепроекте «Танцы на льду со звёздами», её партнёром был фигурист Саша Паломяки, двукратный чемпион Финляндии в спортивных танцах на льду
В июле 2014 года финский журнал Ilta-Sanomat назвал Сару Шафак самой сексуальной женщиной Финляндии года.
В декабре 2014 года, участвуя в проекте PokerStars «Shark Cage» (покер-шоу), Сара Шафак исполнила невероятный, запомнившийся всем блеф против американского покерного профессионала Ронни Барда, который выбросил в той раздаче лучшую комбинацию в пас.